# Callosides campbelli
Callosides campbelli là một loài bọ cánh cứng trong họ Hybosoridae. Loài này được Howden miêu tả khoa học năm 1971.